# Turó de Cal Santó
El Turó de Cal Santó és una muntanya de 141 metres que es troba al municipi de Cunit, a la comarca del Baix Penedès.